# Love note (Ryuのアルバム)
『Love note』（ラブ・ノート）は、2013年9月11日、ZAIN RECORDSから発売されたRyuのカバー・アルバム。
日本デビュー10周年記念の第一弾は自身の洋楽カバーライブ「JAZZ流」で披露した楽曲でCD化という要望を受けてファンから寄せられた洋楽を自ら厳選してカバーした。

## 収録曲
1. Smile (CARLIE CHAPLIN)
2. L-O-V-E (Nat King Cole)
3. Unforgettable (Nat King Cole)
4. Black Orpheus（黒いオルフェ） (Marcus Vinícius da Cruz e Mello Moraes)
5. Fly me to the moon (standard)
6. Moon River (ANDY WILLIAMS)
7. Over the rainbow（虹の彼方に） (JUDY GARLAND)
8. Love (JOHN LENNON)
9. Oh my love (Chris Brown)
10. If (Bread)

## レコーディング参加
- 増崎孝司（DIMENSION） - ギター
- 小野塚晃（DIMENSION） - ピアノ・キーボード
- 二家本亮介 - ベース